# Whenever I think of you
「Whenever I think of you」（ホエンエバー・アイ・シンク・オブ・ユー）は、日本の歌手・三枝夕夏によるソロプロジェクト・三枝夕夏 IN dbの1作目のシングル。

## 内容
- デビューシングル。dbとして制作しており、製作途中に三枝のソロユニットとして急遽変更となってしまったために、アニメのクレジットでは三枝夕夏 IN dbではなく、dbとしてクレジットされてしまっている。

## 収録曲
全作詞：三枝夕夏
1. Whenever I think of you
作曲・編曲：徳永暁人
  - テレビ東京系アニメ『天使な小生意気』エンディングテーマ。
  - イントロとアウトロに波音のSEを使用している。
  - アニメオンエアバージョンとCD収録バージョンでは歌詞が違っており、ミニアルバム『Secret&Lies』ではその相違を聴き比べることが出来る。
  - コーラスは宇徳敬子。
2. Change the life
作曲：三好誠、編曲：池田大介
3. Whenever I think of you 〜The Sunny Showers mix〜
4. Whenever I think of you 〜Instrumental〜

## 収録アルバム
- Secret & Lies（オリジナルバージョンとアニメオンエアバージョン）（#1）
- 三枝夕夏 IN d-best 〜Smile&Tears〜（#1）
- U-ka saegusa IN db Final Best（#1）